# Crocallis jordanaria
Crocallis jordanaria là một loài bướm đêm trong họ Geometridae.